# Verbrecher und andere Deutsche
Verbrecher und andere Deutsche (Originaltitel norwegisch: Forbrytere og andre tyskere) ist ein im Juni 1946 in Oslo erschienenes Buch von Willy Brandt über seine Eindrücke im Deutschland nach der Kapitulation, die er zwischen November 1945 und März 1946 als Korrespondent norwegischer Zeitungen beim Nürnberger Prozess aufzeichnete.

## Hintergrund
Nach Kriegsende im Jahr 1945 erhielt der freischaffende Journalist Willy Brandt, der 1934 nach Norwegen und dann nach Schweden geflohen war und nach seiner deutschen Ausbürgerung 1938 im Jahr 1940 norwegischer Staatsbürger geworden war, einen Auftrag: Er wurde als akkreditierter Presseattaché nach Nürnberg geschickt, um über den Verlauf der Nürnberger Prozesse zu berichten. Nachdem aus technischen Gründen die unmittelbare Übermittlung seiner Zeitungsberichte nur unvollständig, lückenhaft und ohne Rückmeldung aus der norwegischen Redaktion vonstattengegangen war, fasste Brandt seine Aufzeichnungen nach seiner Rückkehr in Oslo zusammen und veröffentlichte diese als Buch. Im August 1946 erschien eine Übersetzung ins Schwedische in Stockholm.

## Edition
Teile des ersten Kapitels und weitere kleine Ausschnitte erschienen im August 1966 kurz vor dem Scheitern der CDU-FDP-Regierung und dem Regierungseintritt der SPD in die Große Koalition, in der Brandt Bundesaußenminister und Stellvertreter des Bundeskanzlers wurde. In einem Sammelband von Äußerungen Brandts während seines Exils waren diese, nur durch Randanmerkungen und Quellenangaben gekennzeichneten, Teile mit Abschnitten aus Zeitungsaufsätzen und anderen Büchern, teilweise erstmals in deutscher Übersetzung, zusammengestellt. Der Herausgeber 1966 war der Berliner Brandt-Mitarbeiter Günter Struve, der Übersetzer Dietrich Lutze.
Eine vollständige deutsche Übersetzung, überarbeitet auf der Basis von 1966, erschien in Deutschland 2007.

## Diffamierungen
Um den SPD-Politiker, Kanzlerkandidaten und späteren Bundeskanzler zu verunglimpfen, wurde später behauptet, das Buch trage den Titel Deutsche und andere Verbrecher. Das Buch diente mehrfach als Vorwand, um Brandt als Landesverräter zu diffamieren.
Der konservative Journalist und Brandt-Kritiker Joachim Siegerist veröffentlichte Ende der achtziger Jahre in Bremen eine Schrift unter dem Titel „Verbrecher und andere Deutsche: das Skandal-Buch Willy Brandts“.

## Ausgaben
- Willy Brandt: Forbrytere og andre tyskere. Aschehoug, Oslo 1946 (norwegisch).
- Willy Brandt: Förbrytare och andra tyskar. Bonnier, Stockholm 1946 (schwedisch, Översättning av Olov Janson).
- Auszüge in deutscher Übersetzung 1966 in Willy Brandt: Draussen : Schriften während der Emigration. Hrsg.: Günter Struve. Kindler, München 1966.
- Deutsche Ausgabe: Willy Brandt: Verbrecher und andere Deutsche. Ein Bericht aus Deutschland 1946. Hrsg.: Einhart Lorenz. J. H. W. Dietz Nachfolger, Bonn 2007, ISBN 978-3-8012-0380-1. Darin: Einhart Lorenz, Einleitung, S. 7–34.